# Караул (Котельничский район)
Караул — деревня в Котельничском районе Кировской области, административный центр Котельничского сельского поселения.

## География
Располагается у южной окраины райцентра города Котельнич на правом берегу Вятки.

## История
Известна с 1764 года как деревня Казаковская Вторая с населением 40 человек. В 1873 году здесь (деревня Казаковская 2-я или Караул) было отмечено дворов 8 и жителей 57, в 1905 16 и 82, в 1926 17 и 199, в 1950 21 и 80, в 1989 проживало 909 жителей. Настоящее название утвердилось с 1939 года.

## Население
Постоянное население  составляло 721 человек (русские 98%) в 2002 году, 635 в 2010.